# Nondescripts Cricket Club
Der Nondescripts Cricket Club ist eine Cricketmannschaft in Colombo. Der Club wurde 1888 gegründet und hat seit 1988/89 First-Class-Status. Bisher hat der Verein 16-Mal den wichtigsten First-Class-Wettbewerb in Sri Lanka, die Premier Trophy, gewonnen.

## Geschichte
Der Club wurde 1888 als Alternative zu den anderen meist ethnisch geprägten Cricketclubs der Zeit in Sri Lanka gegründet. Sie errichteten eine Spielstätte namens Maitland Place im Bezirk Colombo 7. Diese Spielstätte ist heute bekannt als Nondescripts Cricket Club Ground und befindet sich in direkter Nachbarschaft zum Colombo Cricket Club Ground und dem Sinhalese Sports Club Ground.
Während des Zweiten Weltkrieges musste der Club sein Spielfeld den Briten als Flugfeld überlassen. Nach der Wiedererrichtung und der Unabhängigkeit des Landes konnte sich der Club als eine der führenden Teams des Landes etablieren. Die erste Meisterschaft der P. Saravanamuttu Trophy, die heute als Premier Trophy bekannt ist, erfolgte 1952/53. Bis zum Ende des Jahrzehnts konnten sie die Meisterschaft fünf weitere Male gewinnen.
Im nationalen List-A-Wettbewerb Premier Limited Overs Tournament konnten sie ab der Saison 1995/96, als sie den ersten Titel holten zur dominierenden Kraft aufsteigen. Der 15. Titel im First Class wurde 2000/01 erzielt. Ihren vierten Titel Limited-Overs Titel gewann der NCC unter Kapitän Upul Chandana in der Saison 2006/07. Ein wichtiges Standbein des Teams war Kapitän Kumar Sangakkara, der auch in der Nationalmannschaft die Kapitänsrolle innehatte. Generell ist der Club für die Ausbildung wichtiger Spieler des Nationalteams bekannt. In 2017/18 konnten sie erstmal die Twenty20-Meisterschaft des Landes gewinnen.

## Kultur
Der Club steht im starken Gegensatz zu seinem Nachbarn Singhalese Sports Club. Die beiden dominierenden Teams des sri-lankischen Crickets unterscheiden sich vor allem durch ihre Kultur. So verzichtet der NCC soweit möglich auf Werbung in seinem Stadion und stellt vor allen Dingen seinen historischen Charm heraus, während der SSC als reicher Club stark kommerzialisiert ist. Auch vermeidet es der Club anders als der SSC, dessen Geschichte durch zahlreiche hohe Politiker geprägt ist, sich in die Politik des Landes einspannen zu lassen.

## Erfolge

### First-Class Cricket
Gewinn der Premier Trophy: 1952/53, 1953/54, 1954/55, 1956/57, 1957/58, 1960/61, 1969/70, 1970/71, 1975/76, 1976/77, 1978/79, 1985/86, 1988/89 (geteilt), 1993/94, 2000/01, 2013/14

### List-A Cricket
Gewinn des Premier Limited Overs Tournaments: 1995/96, 1997/98, 2001/02, 2006/07, 2011/12, 2015/16

### Twenty20
Gewinn des SLC Twenty-20 Tournaments: 2017/18